# Vanasushava
Vanasushava là chi thực vật có hoa trong họ Apiaceae.